# Torneo de Acapulco 2023
El Abierto Mexicano Telcel 2023 fue un evento de tenis profesional de la categoría ATP 500 que se jugó en pistas duras. Se trató de la 30.a edición del torneo que formó parte del ATP Tour 2023. Se disputó en Acapulco de Juárez, Guerrero, México, del 27 de febrero al 4 de marzo de 2023 en el Princess Mundo Imperial.

## Distribución de puntos
| Modalidad            | Campeón | Finalista | Semifinales | Cuartos de final | 2.ª ronda | 1.ª ronda | Clasificados | 2.ª ronda de clasificación | 1.ª ronda de clasificación |
| Individual masculino | 500     | 330       | 200         | 100              | 50        | 0         | 25           | 13                         | 0                          |
| Dobles masculino     | 500     | 300       | 180         | 90               | –         | –         | 45           | 25                         | 0                          |

## Cabezas de serie

### Individuales masculino
| Tenista        | Ranking | Preclasificado |
| Carlos Alcaraz | 2       | 1              |
| Casper Ruud    | 4       | 2              |
| Taylor Fritz   | 7       | 3              |
| Holger Rune    | 10      | 4              |
| Cameron Norrie | 13      | 5              |
| Frances Tiafoe | 15      | 6              |
| Tommy Paul     | 21      | 7              |
| Álex de Miñaur | 23      | 8              |

- Ranking del 20 de febrero de 2023.[2]

### Dobles masculino
| Tenistas                          | Ranking | Preclasificado |
| Wesley Koolhof Neal Skupski       | 4       | 1              |
| Marcelo Arévalo Jean-Julien Rojer | 10      | 2              |
| Jamie Murray Michael Venus        | 47      | 3              |
| Juan Sebastián Cabal Robert Farah | 48      | 4              |

## Campeones

### Individual masculino
Álex de Miñaur venció a  Tommy Paul por 3-6, 6-4, 6-1

### Dobles masculino
Alexander Erler /  Lucas Miedler vencieron a  Nathaniel Lammons /  Jackson Withrow por 7-6(11-9), 7-6(7-3)